# Papilio glaucus

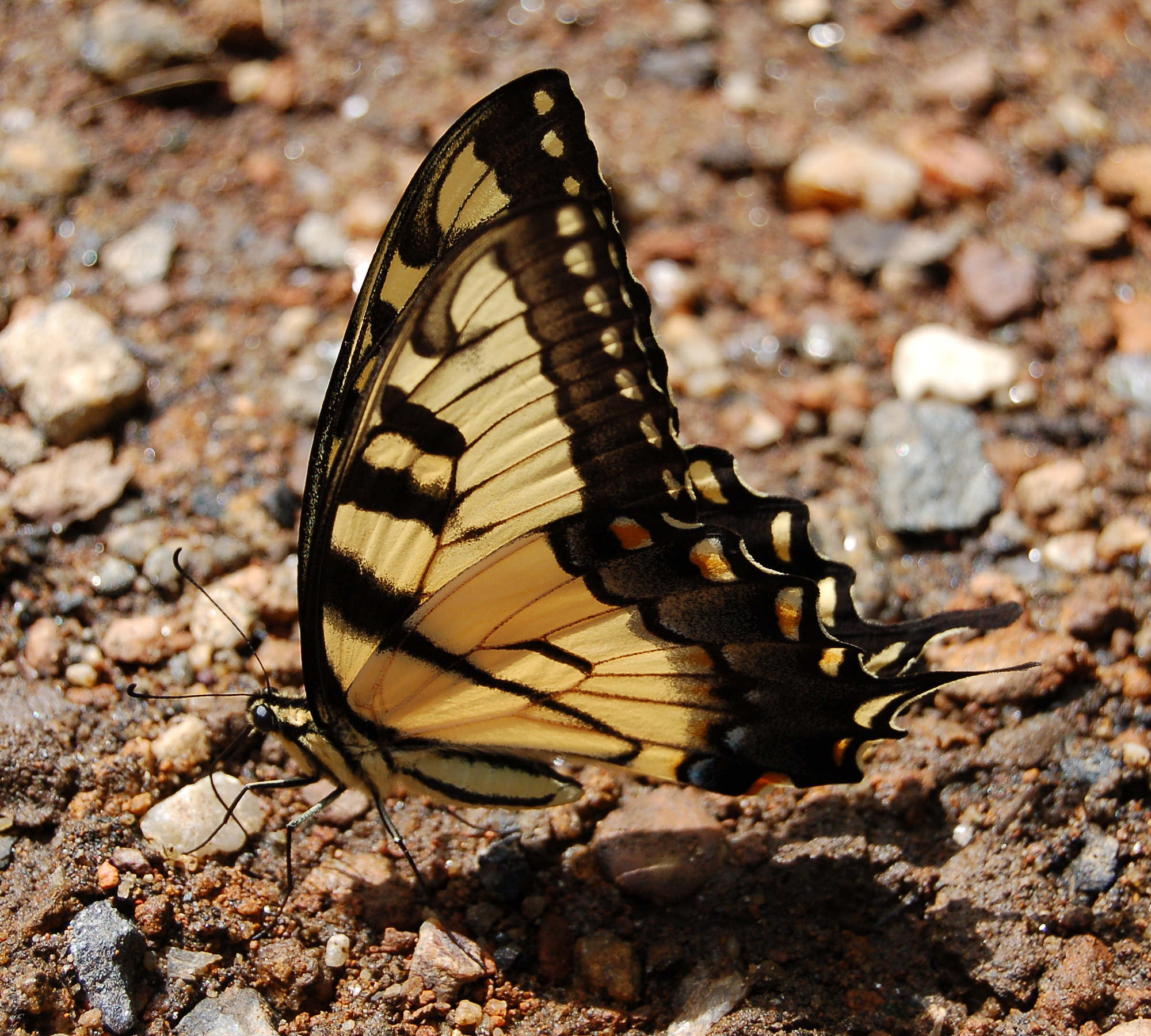
Ruhender Falter zeigt die Unterseiten der hochgeklappten Flügel. Die Tiere saugen gern am feuchten Boden, um gelöste Mineralstoffe aufzunehmen.

Papilio glaucus, gelegentlich analog zur englischen Bezeichnung Eastern Tiger Swallowtail als Östlicher Tigerschwalbenschwanz bezeichnet, ist ein Schmetterling aus der Familie der Ritterfalter (Papilionidae). Er war der erste amerikanische Schmetterling, der europäischen Forschern bekannt war.

## Merkmale
Die Falter erreichen eine Flügelspannweite von 90 bis 160 Millimetern. Ihre Vorderflügel haben eine gelbe Grundfärbung und vier bis fünf schwarze Querbinden, von denen meist nur die innere sowie die Randbinde den Hinterrand erreichen. Die breite Randbinde enthält nahe am Flügelrand gelbe Flecken. Die Fransen sind schwarz und gelblich gescheckt. Die Hinterflügel sind in ihrer Grundfärbung ebenfalls gelb mit einer schwarzen Querbinde und meist auch schwarzer Diskoidalader. Am Außenrand verläuft eine breite schwarze Binde mit einer Reihe größerer blauer und kleinerer gelber, oft orange gefüllter Halbmondflecken. Das letzte blaue Feld am Analwinkel trägt einen roten Fleck. Wie viele Mitglieder der Gattung besitzt auch Papilio glaucus an den Hinterflügeln je ein Schwänzchen.
Die Unterseite der Vorderflügel ist ähnlich der Oberseite gefärbt, weist aber ein blasseres Gelb auf. Auch sind die gelben Flecken in der dunklen Randbinde oft zu einer Binde verschmolzen. Der kurze Querstreifen vor der Randbinde ist nur angedeutet. Die Unterseite der Hinterflügel ist ebenso gefärbt wie die Oberseite, abgesehen von vier orangen Flecken, die auf der inneren Seite des schwarzen Außenrandes sitzen. Die blauen Flecken in diesem schwarzen Rand sind zu einer breiten, nur teilweise unterbrochenen Binde ausgedehnt und die gelben Halbmondflecken sind zum Teil orange gefüllt. Der Körper der Tiere ist überwiegend schwarz, auf den Seiten tragen sie zwei gelbe Längsstreifen. Sie sind dem Papilio rutulus sehr ähnlich, dieser hat aber weniger ausgeprägte blaue Flecken auf der Hinterflügeloberseite und nur einen orangen Fleck auf der Hinterflügelunterseite.
Bei den Weibchen verlaufen die blauen Flecken der Hinterflügel, die viel stärker ausgeprägt sind, auch in die Vorderflügel hinein, auch tragen die Vorderflügel zwischen den Querstreifen oft einen dunklen Schatten. Der vordere orange Sichelfleck der Hinterflügel ist deutlich größer ausgeprägt. Die Weibchen kommen auch in einer dunklen Farbvariante vor, bei der das Gelb der Flügel bis auf die Flecken am Rand komplett durch Schwarz ersetzt ist. Auch sind zum Teil nahezu die gesamten Hinterflügel blau gestäubt. Auf der Vorderflügelunterseite kann man die Querstreifen leicht erkennen, alle anderen Merkmale sind gleich wie bei der Nominatform.
Die Raupen sind anfangs dunkelbraun mit einem helleren Bereich auf der Oberseite des Rückens. Sie sehen Vogelkot ähnlich. Später färben sie sich grün.

### Ähnliche Arten
- Papilio elwesi
- Papilio eurymedon
- Papilio multicaudatus
- Papilio pilumnus
- Papilio rutulus

## Entwicklung
Die Eier des Papilio glaucus, welche einzeln auf Blätter gelegt werden, sind grün-gelb mit rot-braunen Flecken. Die Raupen sind grün und haben angedeutete Augen am Hinterteil des Thorax. Diese fressen zunächst ihre Eischale und danach an den Blättern. Sie ruhen in den Fresspausen auf einer mit Seide gesponnenen Unterlage auf einem eingerollten Blatt. Bevor die Raupen sich verpuppen ändern sie ihre Farbe ins bräunliche. Die Tiere überwintern in ihrer Puppe, die braun gefärbt ist und die einem Stück Holz sehr ähnlich sieht.

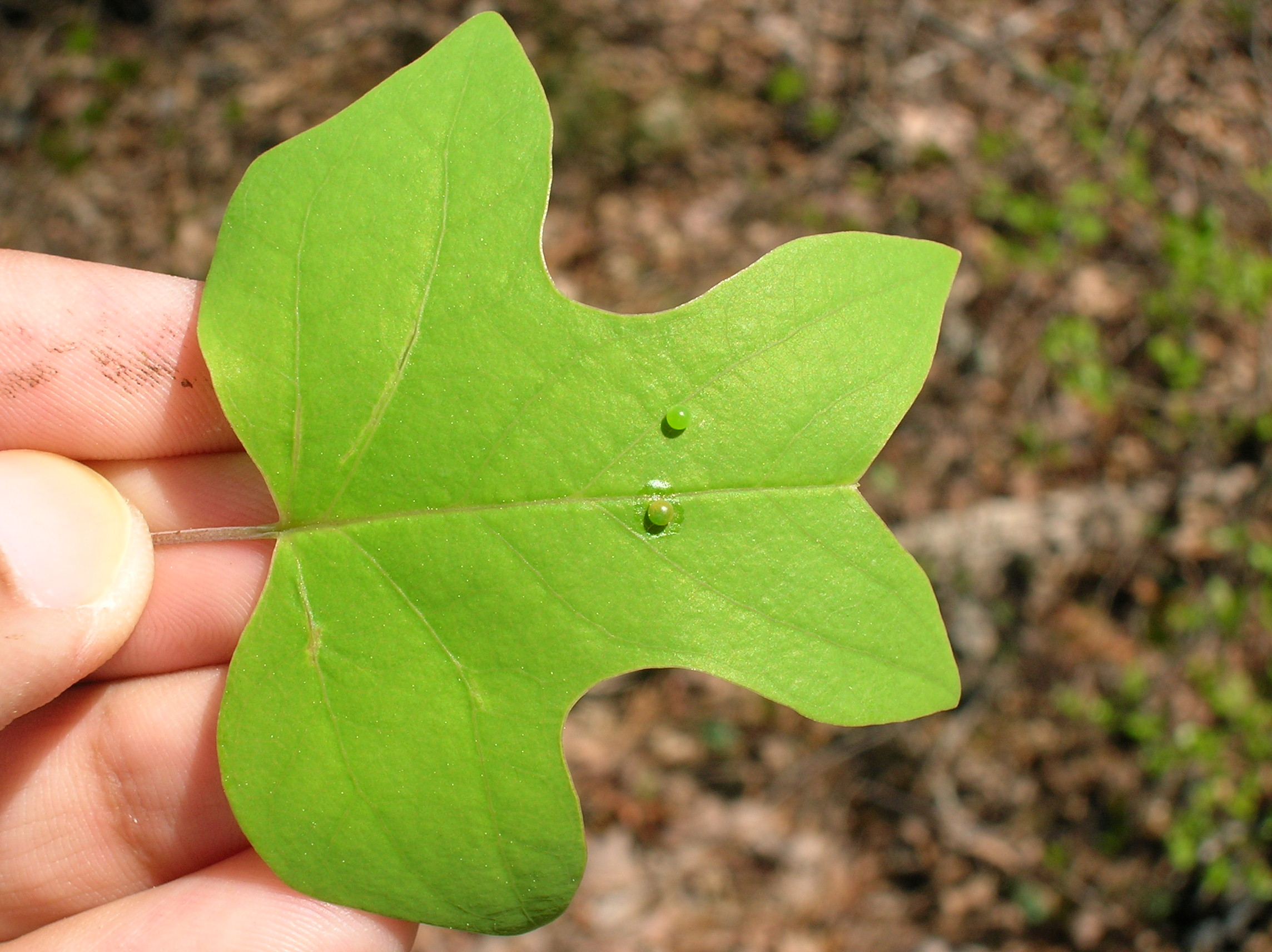
Zwei Eier auf dem Blatt eines Tulpenbaums
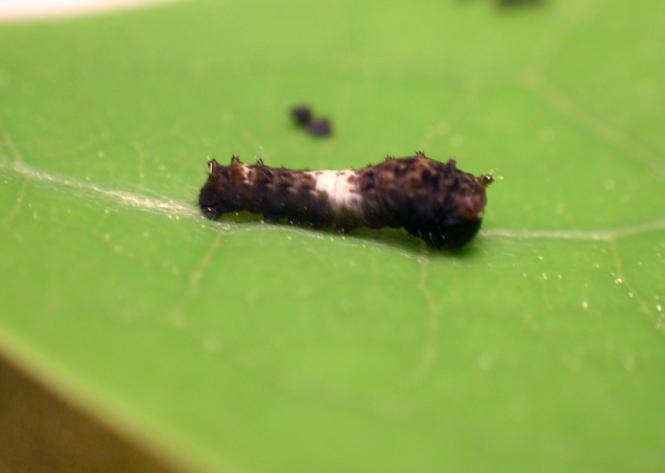
Raupe vor der ersten Häutung
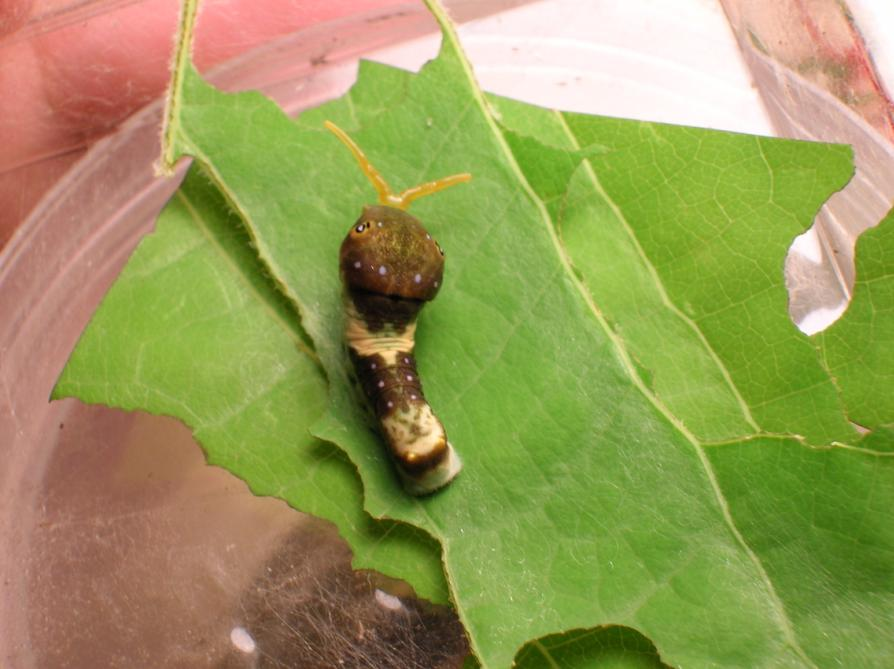
Raupe nach der ersten oder zweiten Häutung mit ausgestülptem Osmaterium
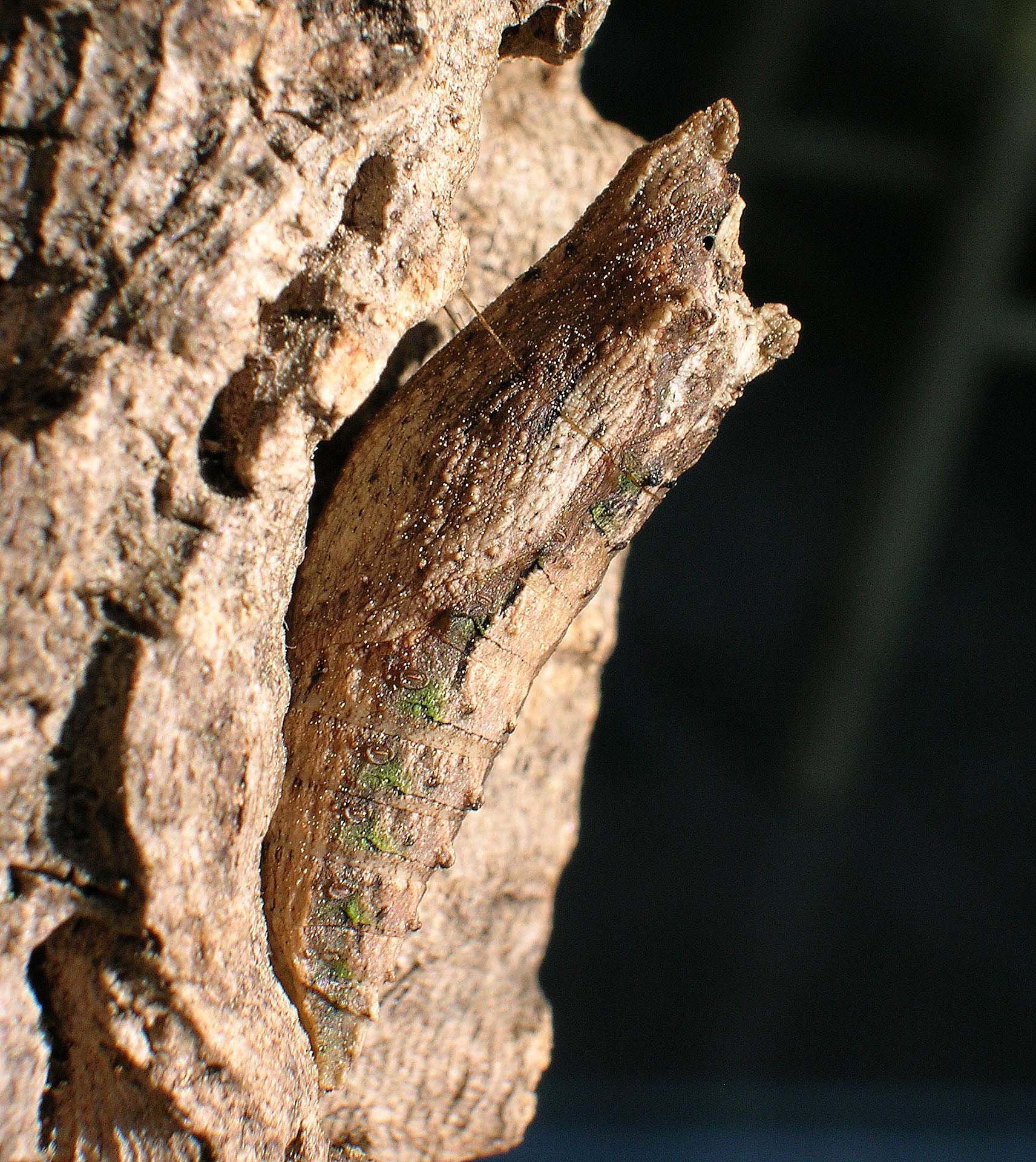
Puppe von Papilio glaucus

## Vorkommen

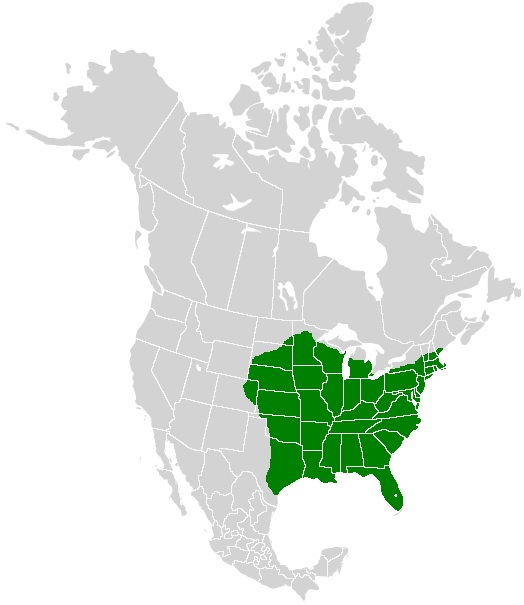
Verbreitungsgebiet von Papilio glaucus.

Die Tiere kommen im Osten von Nordamerika in Nord-Süd-Richtung von Ontario bis zum Golf von Mexiko, in Ost-West-Richtung von der Atlantikküste bis nach Colorado und tief nach Texas und weiter nach Nicaragua vor. Sie leben in Laubwäldern und an deren Rändern, in Flusstälern sowie Parks. Im westlichen Teil der USA werden sie von Papilio rutulus verdrängt.

## Lebensweise
Die Falter ernähren sich vom Nektar einer Vielzahl verschiedener Pflanzen. Männliche Falter sind oft den ganzen Tag auf der Suche nach Weibchen. Dieses geschieht aber ausschließlich in Waldgebieten oder Bergen. Da sich die Schmetterlinge nur kurze Zeit an derselben Stelle aufhalten, können sie eine große Fläche durchkämmen. Sobald ein Partner gefunden ist, flattern beide jeweils einmal über den anderen, bevor sie landen und sich paaren.

### Nahrung der Raupen
Die Raupen ernähren sich von den Blättern verschiedener Laubbäume und Sträucher, wie z. B. von Prunusarten, Magnolien (Magnolia spec.), Linden (Tilia spec.), Tulpenbaum (Liriodendron tulipifera), Birken, (Betula spec.), Eschen (Fraxinus spec.), Pappeln (Populus spec.), Mehlbeeren (Sorbus spec.) und Weiden (Salix spec.).

### Flugzeiten
Die Imagines fliegen im Süden in drei Generationen von Februar bis November, im Norden in zwei Generationen von Mai bis September.

## Geschlechtsdimorphismus und Gynandromorphismus

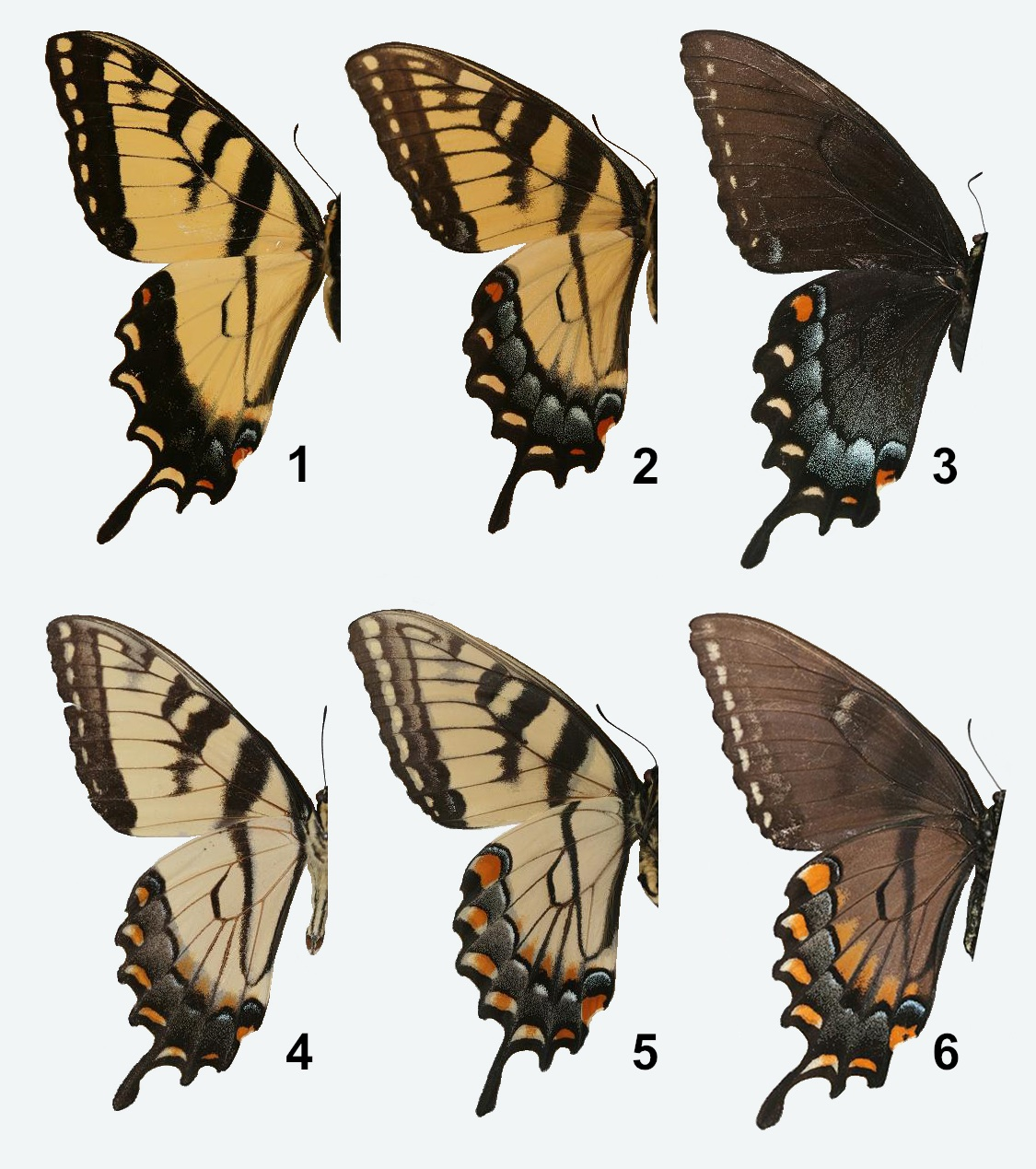
Dorsal and ventral sides. 1. dorsal male; 2. dorsal female; 3. dorsal female (dark morph); 4. ventral male; 5. ventral female; 6. ventral female (dark morph)

P. glaucus ist eine der wenigen Schmetterlingsarten, bei denen Gynander vorkommen. Die meisten sind Hybride von P. glaucus und P. canadensis. Mosaikformen werden in Zentrum des Verbreitungsgebietes gefunden.

## Sonstiges
Papilio glaucus war der erste amerikanische Schmetterling, der europäischen Forschen bekannt war. Er wurde 1587 von John White, Kommandant von Walter Raleighs dritter Expedition, gemalt, aber erst 1758 von Linné zusammen mit 17 weiteren US-amerikanischen Arten benamt.
Papilio glaucus ist Staatsschmetterling von folgenden Bundesstaaten der USA: Georgia, Virginia, Alabama, South Carolina und Delaware.

## Belege